# Tamara Boroš
Tamara Boroš (Senta, 19 december 1977) is een in Joegoslavië geboren Kroatisch tafeltennisster. Ze won in 2002 en 2006 het Europa Top-12-toernooi en was verliezend finaliste in 2003.
Een van de kenmerkende onderdelen van Boroš' speelstijl is haar opslag, doordat ze de bal relatief hoog opgooit voor ze serveert. Ze nam deel aan de Olympische Spelen van 1996, 2000, 2004 en 2008. In competitieverband speelde ze onder meer in eigen land voor Statisztika Budapest (waarmee ze in 2000 en 2001 de European Club Cup of Champions won) en voor het Kroatische C Hastk Mladost Iskon Zagreb, waarmee ze in 2008/09 in de European Champions League uitkwam.

## Erelijst
Belangrijkste resultaten:
- Winst Europa Top-12 in 2002 en 2006
- Europese kampioen dubbelspel in 2002, 2003 en 2005 (allen met Mihaela Şteff)
- Verliezend finaliste EK-enkelspel 1998 (tegen Ni Xia Lian)
- Winnares Middellandse Zeespelen 2001 en 2005

ITTF Pro Tour:
- Winst Kroatië Open 1999
- Winst Duitsland Open 2002
- Winst Qatar Open 2003
- Negen keer verliezend finaliste op Pro Tour enkelspeltoernooien